# Jos De Saeger
Jozef „Jos“ De Saeger (* 3. August 1911 in Boom, Provinz Antwerpen; † 7. April 1998 in Mechelen, Provinz Antwerpen) war ein belgischer Politiker der Christelijke Volkspartij (CVP), der unter anderem zwischen 1949 und 1974 Mitglied der Belgischen Abgeordnetenkammer sowie mehrmals Minister in der Föderalregierung war. 1978 wurde ihm der Ehrentitel Staatsminister verliehen.

## Leben
Jozef „Jos“ De Saeger, ältester Sohn eines Bauunternehmers und Zimmermanns, besuchte die Provinciale Technische Scholen (PTS) in Boom und begann daraufhin 1928 eine Ausbildung zum Architekten und Landvermesser an der Koninklijke Academie voor Schone Kunsten van Antwerpen und nahm nach dessen Abschluss 1932 eine Tätigkeit als Buchhalter und Unternehmensberater auf. Außerdem engagierte er sich in der Katholischen Arbeiterjugend KAJ (Kristelijke Arbeidersjongeren), wo er von 1932 bis 1936 überregionaler Propagandist und Schatzmeister war. Ab 1937 war er Initiator und nationaler Führer der Jugendfront, einer der katholischen Flämischen Volkspartei KVV (Katholieke Vlaamse Volkspartij) angeschlossene Organisation. Nach Ende des Zweiten Weltkrieges gehörte er am 18./19. August 1945 zu den Mitgründern der Christelijke Volkspartij (CVP) und begann sein politisches Engagement in der Kommunalpolitik als Mitglied des Gemeinderates von Mechelen, dem er von 1946 bis 1976 angehörte. Am 26. Juni 1949 wurde er am 26. Juni 1949 erstmals Mitglied der Belgischen Abgeordnetenkammer und vertrat in dieser nach seinen Wiederwahlen am 4. Juni 1950, 11. April 1954, 1. Juni 1958, 26. März 1961, 23. Mai 1965, 31. März 1968 und 7. November 1971 bis zum 9. März 1974 den Bezirk Mechelen. Während dieser Zeit war er von 1958 bis 1961 auch Schöffe für öffentliche Arbeiten der Stadtverwaltung von Mechelen sowie zwischen 1961 und 1965 Vize-Bürgermeister und damit Stellvertreter von Bürgermeister Antoon Spinoy.
Jos De Saeger war von 1961 bis 1965 Vorsitzender CVP-Fraktion in der Abgeordnetenkammer sowie zugleich zwischen 1961 und 1963 in Personalunion Vorsitzender der CVP sowie Vizevorsitzender der PSC-CVP und damit Stellvertreter des Parteivorsitzender Paul Vanden Boeynants. Am 28. Juli 1965 erstmals in eine Föderalregierung berufen und übernahm in der Regierung Vanden Boeynants I den Posten als Minister der öffentlichen Arbeiten und behielt dieses Amt auch in der Regierung G. Eyskens IV (17. Juni 1968 bis 8. November 1971) und der Regierung G. Eyskens V (21. Januar bis 23. November 1972). In der darauf folgenden Regierung Leburton I bekleidete er zwischen dem 26. Januar und dem 23. Oktober 1973 das Amt als Minister für Gesundheit und Umwelt sowie daraufhin in der Regierung Leburton II vom 3. Oktober 1973 bis zum 19. Januar 1974 als Minister für Gesundheit, Umwelt und Familie. In der Regierung Tindemans I war er vom 25. April bis zum 11. Juni 1974 Minister für Volksgesundheit und Familien und hatte dieses Ministeramt auch in der Regierung Tindemans II (11. Juni 1974 bis 4. März 1977) und der Regierung Tindemans III (6. März bis 18. April 1977) inne. Zugleich wurde er am 7. Dezember 1971 für die CVP Mitglied des Niederländischen Kulturrates (Nederlandse Cultuurraad), des Vorläufers des heutigen Flämischen Parlaments, und gehörte diesem ebenfalls bis zum 9. März 1974 an. Er engagierte ferner für den Caritasverband von Belgien und war zwischen 1977 und 1981 Vorsitzender der Caritas-Konföderation der Institutionen (CCI) sowie Mitglied des Zentralrates der Caritas Catholica Vlaanderen.
Am 4. Oktober 1978 wurde ihm der Ehrentitel Staatsminister verliehen.